# Патраки (Курганская область)
Патраки — деревня в Притобольном районе Курганской области. Входит в состав Давыдовского сельсовета.

## История
В 1964 г. Указом Президиума ВС РСФСР деревня Патраки 1 переименована Патраки.

## Население
| 1989 | 2002 | 2010 |
| ---- | ---- | ---- |
| 282  | ↘228 | ↘157 |